# Фантанеле (Хемејуши)
Фантанеле (рум. Fântânele) насеље је у Румунији у округу Бакау у општини Хемејуши. Oпштина се налази на надморској висини од 263 m.

## Становништво
Према подацима из 2011. године у насељу је живело 174 становника.